# Stuit
Het staartbeen of stuit, Latijn: os coccygis of coccyx, is het onderste deel van de menselijke wervelkolom. Het staartbeen bestaat uit drie tot vijf, maar meestal vier samengegroeide wervels, de staartwervels, en is met een gewricht aan het heiligbeen bevestigd, dat voor een groot deel uit kraakbeen bestaat en dat in beperkte mate kan bewegen. De onderkant van het staartbeen kan gemakkelijk in de bilspleet worden gevoeld boven de aars.
Het staartbeen heeft volgens de evolutietheorie bij de mens zijn voornaamste functie, het ondersteunen van de staart, reeds lang verloren. Het staartbeen dient nu als aanhechtingspunt voor skeletspieren, als de musculus gluteus maximus, de voornaamste spier in de billen, en tot op zekere hoogte ook om schokken op te vangen, wanneer iemand gaat zitten.
Er kan door een bevalling of een val bij het zitten of opstaan een blijvende pijn in het staartbeen ontstaan. Een gebroken staartbeen geneest over het algemeen vanzelf. Soms treedt er ook pijn in het staartbeen op zonder duidelijke aanleiding. Dit wordt coccygodynie genoemd. Het verwijderen van het staartbeen, coccygectomie, gebeurt in Nederland niet of nauwelijks.
Een pijnlijk staartbeen is voor veel mensen, vaak vrouwen, vervelend, vooral bij zittend werk. Een mogelijke remedie is een aangepaste zitting met een uitsparing voor het staartbeen.

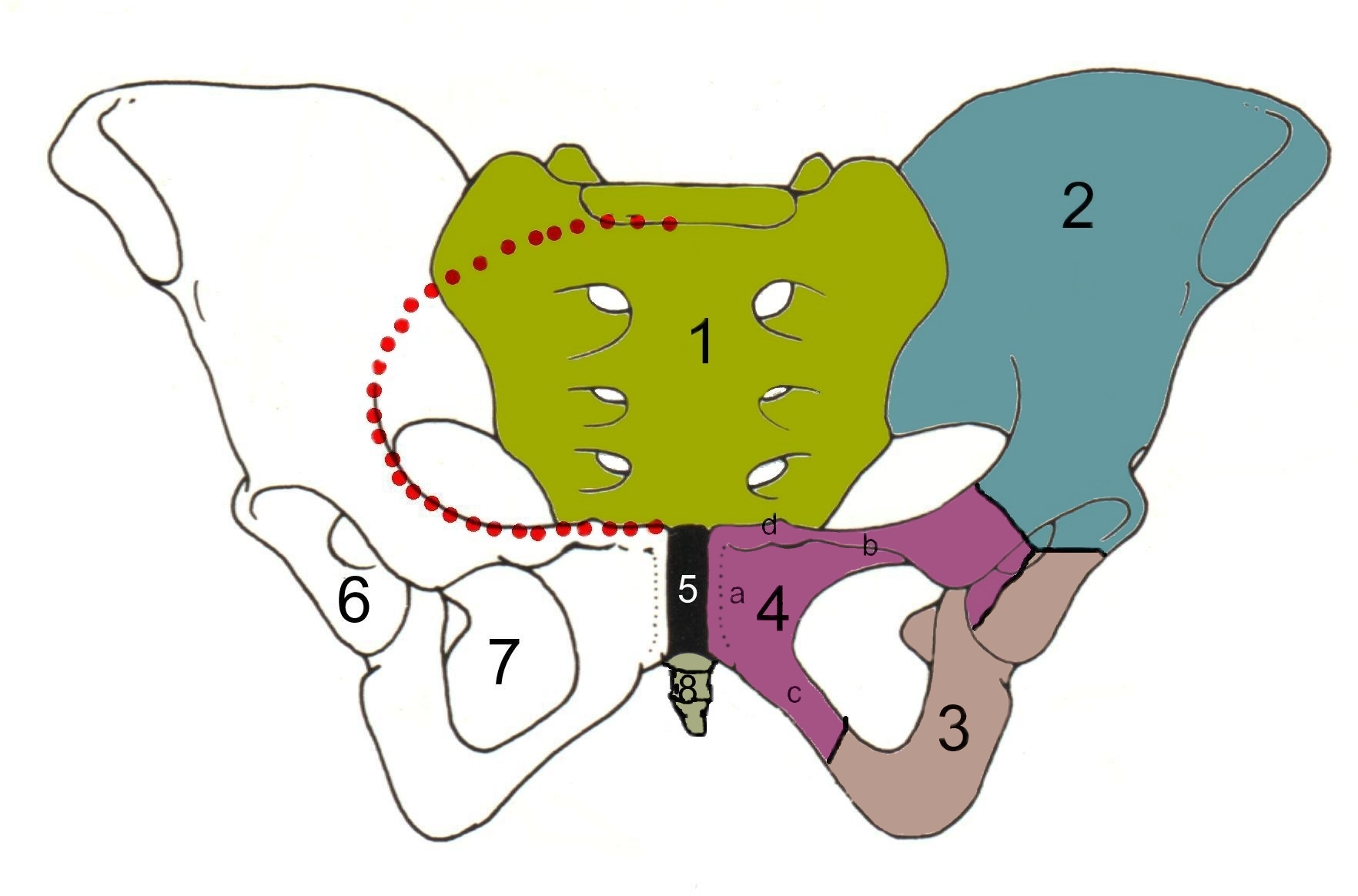
Skelet van het bekken, vooraanzicht
1 = heiligbeen
2 = darmbeen
3 = zitbeen
4 = schaambeen
4a = corpus, 4b = ramus superior richting hoofd, 4c = ramus inferior aan staartzijde, 4d = tuberculum pubicum
5 = schaambeenvoeg
6 = heupkom
7 = foramen obturatum
8 = stuit
rode stippellijn = linea terminalis

- Gemeinsame Normdatei: 4183078-7
- Terminologia Anatomica: A02.2.06.001

schedel · wervelkolom · borstkas · borstbeen · schoudergordel · arm · bekkengordel · been

bot · gewricht · botten van de mens